# Copa (geslacht)
Copa is een geslacht van spinnen uit de familie van de loopspinnen (Corinnidae).

## Soorten
- Copa agelenina Simon, 1910
- Copa annulata Simon, 1896
- Copa auroplumosa Strand, 1907
- Copa flavoplumosa Simon, 1886
- Copa kei Haddad, 2013
- Copa lacustris Strand, 1916
- Copa lineata Simon, 1903
- Copa longespina Simon, 1910
- Copa spinosa Simon, 1896